# ミニミニレール
ミニミニレールは1975年（昭和50年）から1980年代前半（昭和50年代後半）にかけてバンダイより販売されていた鉄道玩具である。

## 製品形態
ミニミニレールは専用のレール（線路）上を電池を搭載した車輌が走行する電動鉄道玩具である。
初期の製品は単5乾電池2本で走る3両編成の列車であったが、後に単3乾電池1本に変更される。動力車は、機関車タイプの編成では機関車が動力車であり、電車タイプの編成では2両目が動力車であった。動力車には進行方向レバーが側面に付いており、レバーの向きで前後進し、レバーを中央で止めるとモーターがストップする。
レール（線路）はプラスチック製の鉄道線路を模したもので道床の上に枕木と軌条が成形された鉄道模型の道床つき線路に似た形状をしていた。軌間（線路の幅）は11mmで、直線レール、曲線レール、ポイントレールのほかに逆転機能、停止機能等のギミックを備えたレールもあった。塗色は初期はグレーであったが、後にダークグリーンに変更された。
販売形態は単品販売（車両編成のみ、レールのみ、アクセサリーのみ）のほかに車両編成、レール一式、各種アクセサリーをまとめたトータルセットがあった。
車両は国鉄車両では当時最新鋭の国鉄103系電車や国鉄583系電車などを採用。また私鉄車両として、東武8000系電車、京成AE形電車なども登場した。またこれらの私鉄車両の車体は国鉄103系電車製品の側面を使用している製品もあるが、単なる塗り替えではなく、前面は新規に金型を起こしていた。
1980年代初頭になるとNゲージ鉄道模型が勢いを付け、ミニミニレールの人気は低迷し1982年で販売終了となった。

## 主な製品

### 主な車両
- 国鉄EF65形電気機関車
- 国鉄24系客車
- 国鉄C62形蒸気機関車
- 国鉄10系客車
- 新幹線0系電車
- 国鉄103系電車
- 国鉄ワム80000形貨車
- 国鉄EF71形電気機関車
- 国鉄ヨ5000形貨車
- 国鉄485系電車
- 国鉄583系電車
- 国鉄113系電車
- 国鉄415系電車
- 国鉄DD51形ディーゼル機関車
- 西武101系電車
- 東武8000系電車
- 小田急9000形電車
- 東急8500系電車
- 営団6000系電車
- 京成3500形電車
- 京王6000系電車
- 京成AE形電車
- TGV
- 新幹線200系電車
- 西武5000系電車
- 国鉄D51形蒸気機関車

### 主なレール
- 801長直レール（基本となる直線レール）
- 803短直レール
- 804短直レール
- 805短直レール（801の1/2の長さ、短直レールは803、804、805の順に長い）
- 807長曲レール（基本となる曲線レール。8本で円となる）
- 808短曲レール（807の1/2の長さ）
- 811 - 812ポイントレール（左手動、左固定、右手動、右固定の4種類があった。直線部分は801と同じ長さであり、分岐部分は808と同じ長さ。分岐先に808をS字状に接続すると複線区間の端部となる）
- 815ストップレール（線路中央に上下に可動するギミックがあり、これをレバー操作で持ち上げると、列車が通過した際に動力車底部に付いているスイッチを押し上げ、モーターへの電力供給を切断するため、車両がストップする）
- 816クロスレール（803と804がポイントレールの分岐角度ぐらいで交差したレール）
- 818前後進切換レール（線路中央の両側に十字型のギミックがついており、ここを動力車が通過すると、動力車の側面に付いている進行方向レバーが逆向きとなる。このギミックは倒すこともでき、列車をそのまま通過させることも可能）
- 819坂レール（801の2.5本分の長さがあり、列車が登坂することができる。登坂した先はレールのつなぎ目を橋桁(別売りアクセサリー)により固定する必要がある）
- 822複線曲レール（8本で円となる。内側のレールが807と同じ長さ）

### 主なアクセサリー
- 橋桁（名前は橋桁だが実際は橋脚。連結して複線にも対応可能）
- 架線柱（複線用と単線用があった。いずれも門型。レールに空けられている孔に設置）
- 信号機（腕木式信号機と三灯式信号機があった。レールに空けられている孔に設置）
- 立木（スギ・ヒノキのようなタイプと、松のようなタイプがあった。スギ・ヒノキタイプについては、初期と後期で葉の密度が違う）
- 車止（前後進切換レールの先にもう一本レールをつなぎ、そのレールの孔にはめ込んで使用する。ただし、編成の長さとレールの長さを考えないと、進行方向が切り換わる前に編成端が車止めにぶつかってしまう）
- 踏切（踏切を通過すると車両の重さにより遮断機が下りるギミック）
- 鉄橋（801長直レールにはめ込む）
- トンネル（807長曲レールにはめ込む）
- 山の駅
- 両側ホーム
- 片側ホーム
- 自動発車駅（島型ホームの構造で、反対側の番線に列車が到着すると逆側の列車が発車するようになっている）
- 停車駅